# Falco mexicanus
Il falco di prateria (Falco mexicanus Schlegel, 1850) è un uccello falconiforme della famiglia dei Falconidi. Di medie dimensioni, questo falco è originario delle regioni occidentali del Nordamerica.

## Descrizione
Ha all'incirca le stesse dimensioni di un falco pellegrino o di un corvo, con una lunghezza media di 40 cm, un'apertura alare di un metro e un peso di 720 g. Come in tutti i falchi, le femmine sono notevolmente più grandi dei maschi.
Il piumaggio è marrone-grigio chiaro (tonalità indicata spesso come «color sabbia») sul dorso e chiaro con chiazze più o meno scure sul ventre. Le zone più scure della regione dorsale sono le copritrici primarie; quelle più chiare il groppone e la coda, in special modo la faccia esterna delle penne caudali. Sulla testa vi sono dei «baffi» simili a quelli del falco pellegrino, ma più sottili, e una linea bianca sopra gli occhi. Una particolare caratteristica di questa specie è il colore nero delle copritrici ascellari («fossette alari») e del sottoala, tranne che lungo il margine dell'ala. Questa colorazione crea un effetto di «rottura» tra il corpo e le ali.
I giovani ricordano gli adulti, ma presentano una serie di striature scure sul petto e sul ventre e le regioni dorsali più scure e dai toni meno grigiastri.
I richiami di questa specie, udibili soprattutto nelle vicinanze del nido, sono descritti come ripetitivi kree kree kree... o kik kik kik... simili a quelli emessi dal falco pellegrino, ma di tonalità più elevata.
Gli esperti riescono a distinguere il falco di prateria dal falco pellegrino (generalmente l'unica specie simile presente all'interno del suo areale) dalla forma del corpo e dallo stile di volo. Il falco di prateria ha una coda più lunga in proporzione al corpo; corpo più tubolare e meno tozzo e attaccatura delle ali più distante dal corpo. Il suo battito d'ali è stato descritto come forte e poco profondo, come quello del falco pellegrino, con la stessa cadenza veloce, ma più rigido e meccanico.

## Sistematica
Nella morfologia il falco di prateria somiglia sia al falco pellegrino che alle specie del sottogenere Hierofalco del Vecchio Mondo, specialmente al falco sacro. Spesso è stato considerato come l'unica specie del Nuovo Mondo del sottogenere Hierofalco. Tuttavia, per motivi biogeografici, una collocazione in questo gruppo risulta impossibile e, più di recente, Falco mexicanus è stato considerato come una specie discendente dalla stessa linea evolutiva del falco pellegrino, dalla quale, come le specie di Hierofalco, si è successivamente separata sviluppando adattamenti alla vita in regioni aride. Così, le similitudini tra il falco di prateria e le specie di Hierofalco costituiscono un buon esempio di evoluzione convergente, dato che la prima specie e alcune forme del Vecchio Mondo come il falco sacro e il lanario non sono parenti stretti, ma occupano semplicemente la stessa nicchia ecologica.

## Distribuzione e habitat
Nidifica dalle regioni meridionali di Manitoba, Saskatchewan e Alberta e da quelle centro-meridionali della Columbia Britannica, attraverso gli Stati Uniti occidentali - all'incirca tra il margine orientale del fuso orario montano (UTC-7) e la Catena delle Cascate, così come nella Valle Centrale della California -, agli Stati messicani di Bassa California, Durango e San Luis Potosí settentrionale. Ha abitudini meno migratorie degli altri falchi nordamericani, ma in inverno abbandona le regioni più settentrionali e più elevate del suo areale di nidificazione e si dirige ad ovest verso i deserti e la costa pacifica della California, fino alla longitudine del 100º meridiano, o a sud, verso la Bassa California del Sud, il Jalisco e l'Hidalgo.
Gli habitat prediletti da questa specie durante l'estate sono le distese aperte, in special mondo quelle aride, dalle tundre alpine alle praterie di erba bassa e ai deserti d'altitudine. In inverno, invece, la gamma degli habitat occupati è più vasta, estendendosi ai deserti del bassopiano e, occasionalmente, alle città.

## Biologia
Il falco di prateria si nutre soprattutto di piccoli mammiferi (specialmente in estate) e di uccelli catturati in volo. Come lo smeriglio, caccia volando velocemente a bassa quota, spesso a solo un metro dal suolo o giù di lì, cercando di cogliere di sorpresa le prede sorvolando il terreno o girando attorno a un cespuglio. La sua velocità di crociera è stata stimata sui 72 km/h, ma durante l'inseguimento aumenta notevolmente. Talvolta insegue anche prede avvistate da un posatoio, dirigendosi verso di esse sempre volando molto basso. Generalmente cattura le prede inseguendole in volo e afferrandole con gli artigli; solo raramente si tuffa in picchiata come il falco pellegrino.
Durante la stagione della nidificazione gli esemplari in età riproduttiva divengono sedentari e nidificano su cornici rocciose. Ogni covata comprende in media quattro uova, di forma subellittica e di colore rosato con puntini marroni, marrone-rossastri e violacei. L'incubazione dura 31 giorni a partire dalla deposizione del primo uovo. Essa si fa più intensa dopo la deposizione dell'ultimo uovo, ma si attenua verso il periodo della schiusa. Come in tutti i falchi, è la femmina che si occupa maggiormente della cova; il maschio si occupa di procurare cibo per tutta la famiglia; la femmina torna a cacciare quando i piccoli hanno 12-14 giorni di età. Questi ultimi si involano 36-41 giorni dopo la schiusa, ma rimangono con i genitori ancora per un po' di tempo prima di allontanarsi.

## Rapporti con l'uomo
Il falco di prateria viene spesso utilizzato in falconeria. Nonostante sia considerato difficile da addestrare e dotato di un carattere imprevedibile, è la specie di falco più popolare negli Stati Uniti, data la sua abbondanza e la facilità con cui si può ottenere un esemplare. È molto apprezzato anche per la sua aggressività (sia i naturalisti che i veterinari ritengono che questo falco sia uno dei rapaci più aggressivi). Talvolta viene fatto incrociare con falchi pellegrini e girfalchi.
La popolazione, ritenuta stabile o perfino in crescita, è costituita da più di 5000 coppie; una tra le più numerose, quella dell'Area di Conservazione Nazionale degli Uccelli da Preda di Snake River, nell'Idaho, è costituita da 200 coppie nidificanti.